# Coppa Messapica
La Coppa Messapica est une course cycliste italienne disputée à Ceglie Messapica, dans la région des Pouilles. Créée en 1952, elle est organisée par le GSC Orazio Lorusso. 
Cette compétition fait actuellement partie du calendrier national de la Fédération cycliste italienne. Elle est ouverte aux coureurs espoirs (moins de 23 ans) et élites. 

## Histoire
En 1982, elle décerne deux maillots de champion d'Italie pour les femmes. L'épreuve chez les élites est remportée par Maria Canins, tandis que Roberta Bonanomi s'empare du titre en catégorie junior (moins de 19 ans).
Pour l'édition 2017, la course fait de nouveau office de support pour deux épreuves des championnats d'Italie, cette fois-ci chez les hommes. Dans un premier temps, Gianluca Milani (Zalf Euromobil Désirée Fior) remporte pour la seconde fois de sa carrière le titre chez les élites sans contrat, en devançant son coéquipier Nicolò Rocchi et Claudio Longhitano (Maltinti Lampadari-Banca di Cambiano). Le lendemain a lieu l'épreuve pour les espoirs (moins de 23 ans). C'est le sprinteur Matteo Moschetti qui fait parler sa bonne pointe de vitesse en réglant un groupe d'une quinzaine de coureurs. Le podium est complété par Mirco Sartori (Mastromarco Chianti Sensi Cipros) et Raffaele Radice (Delio Gallina Colosio Eurofeed).

## Palmarès
| Année     | Vainqueur            | Deuxième               | Troisième               |
| --------- | -------------------- | ---------------------- | ----------------------- |
| 1952      | Luigi Mastroianni    |                        |                         |
| 1953      | Michele Caggiani     | De Luca                | Tocci                   |
| 1954      | Michele Caggiani     | Gaetano Cuoccio        | Antonio Mandunzio       |
| 1955      | Silvio D'Andrea      | Michele Caggiani       | Paparella               |
| 1956      | Enrico Paoletti      | Noè Conti              | Nello Velucchi          |
| 1957      | Filippo Di Salvatore | Michele Caggiani       | Primo Serini            |
| 1958      | non disputé          | non disputé            | non disputé             |
| 1959      | Luigi Arienti        | Maggini                | Ceroni                  |
| 1960      | Sandro Cervellini    | Giancarlo Ceppi        | Silvano Quattrini       |
| 1961      | Alfredo Maggioli     | Desiderio Di Gesualdo  | Allicino                |
| 1962      | Sergio Carloni       | Alfredo Marocchi       | Otello Paniccia         |
| 1963      | Domenico Marzullo    | Damiano Capodivento    | Giancarlo Stefanelli    |
| 1964      | Silvio Clementi      | Damiano Capodivento    | Leonardo Marcovecchio   |
| 1965      | Damiano Capodivento  | Filippo Calabrese      | Luigi Logoluso          |
| 1966      | Ciro Serini          | Luigi Logoluso         | Giorgio                 |
| 1967      | Elio Carapella       | Filippo Calabrese      | Leonardo Marcovecchio   |
| 1968      | Savino Lombardi      |                        |                         |
| 1969-1970 | non disputé          | non disputé            | non disputé             |
| 1971      | Giovanni Franzin     |                        |                         |
| 1972      | Filippo Calabrese    |                        |                         |
| 1973      | Vilson Longarini     | Luciano Ghiergo        | Paolo Pieroni           |
| 1974      | Vilson Longarini     | Cosimo De Salve        | Filippo Calabrese       |
| 1975      | Luigi Casalanguida   | Stefano D'Arcangelo    | Aurelio Cantore         |
| 1976      | Filippo Calabrese    | Aurelio Cantore        | Domenico Marinelli      |
| 1977      | Filippo Calabrese    | Aurelio Cantore        | Roberto Fanagliulo      |
| 1978      | Giuseppe Di Sciorio  | Vito Di Tano           | Antonio Narducci        |
| 1979      | Giuseppe Di Sciorio  | Gabriele Faedi         | Fiorenzo Landoni        |
| 1980      | Domenico Marinelli   |                        |                         |
| 1981      | Bengt Asplund        | Secondo Volpi          | Giuliano Tommasoli      |
| 1982 (1)  | Maria Canins         | Francesca Galli        | Adalberta Marcuccetti   |
| 1982 (2)  | Roberta Bonanomi     | Imelda Chiappa         | Cinzia Orsi             |
| 1983-1985 | non disputé          | non disputé            | non disputé             |
| 1986      | Vito Di Tano         |                        |                         |
| 1987      | Luciano Bottaro      |                        |                         |
| 1988      | Antonio Narducci     | Vito Di Tano           | Antonio Lodi            |
| 1989      | Michele Vigliotti    |                        |                         |
| 1990      | Elwis Maffi          |                        |                         |
| 1991      | Renato Falcinelli    | Raffaele Ziri          | Giuseppe Archetti       |
| 1992      | Simone Zucchi        |                        |                         |
| 1993      | Giorgio Iodice       | Fabio Somaschini       | Francesco Di Ruscio     |
| 1994      | Denis Fuser          | Marco Antonio Di Renzo | Michele Laddomada (it)  |
| 1995      | Giorgio Feliziani    | Andrea Paluan          | Cristian Rigamonti      |
| 1996      | Antonio Di Maggio    | Moreno Di Biase        | Pietro Caucchioli       |
| 1997      | Pietro Maria Petrini |                        |                         |
| 1998      | Milan Kadlec         | Pietro Maria Petrini   | Tupak Casmedi           |
| 1999      | Andrei Moukhine      | Alexei Kuznetsov       | Luca Finotti            |
| 2000-2001 | non disputé          | non disputé            | non disputé             |
| 2002      | Alessandro Donati    | Ihor Masny             | Stanislav Yakushev      |
| 2003      | Ivan Stević          | Sergio Laganà          | Alessandro Donati       |
| 2004      | Maximiliano Richeze  | Francesco Reda         | Bruno Rizzi             |
| 2005      | Gianandrea Marioli   | Marco Carletti         | Francesco Di Paolo (it) |
| 2006      | Rocco Capasso (de)   | Elio Frausto           | Julián Muñoz            |
| 2007      | Mauro Finetto        | Edoardo Girardi        | Luis Pulido             |
| 2008      | Gianfranco Visconti  | Fabio Piscopiello      | Mattia Vaccari          |
| 2009      | Maksym Averin        | Donato De Ieso         | Fabio Piscopiello       |
| 2010      | Maksym Averin        | Julián Arredondo       | Paolo Colonna           |
| 2011      | Stiven Fanelli       | Eros Piccin            | Roberto Giacobazzi      |
| 2012      | Luca Ferrante        | Donato De Ieso         | Cristian Raileanu       |
| 2013      | Nicola Gaffurini     | Simone Petilli         | Riccardo Stacchiotti    |
| 2014      | Mirco Maestri        | Paolo Totò             | Matteo Marcolin         |
| 2015      | Raffaello Bonusi     | Davide Gabburo         | Davide Pacchiardo       |
| 2016      | Giovanni Lonardi     | Alessandro Fedeli      | Francesco Romano        |
| 2017 (1)  | Gianluca Milani      | Nicolò Rocchi          | Claudio Longhitano      |
| 2017 (2)  | Matteo Moschetti     | Mirco Sartori          | Raffaele Radice         |
| 2018      | Umberto Marengo      | Filippo Bertone        | Fabrizio Capodicasa     |
| 2019      | Filippo Tagliani     | Raffaele Radice        | Matteo Rotondi          |
| 2020      | non disputé          | non disputé            | non disputé             |
| 2021      | Francesco Romano     | Andrea Biancalani      | Manuele Tarozzi         |
| 2022      | Gianmarco Garofoli   | Riccardo Moro          | Francesco Busatto       |
| 2023      | Filippo D'Aiuto      | Andrea D'Amato         | Alessandro Romele       |
| 2024      | Andrea D'Amato       | Marco Palomba          | Nicolò Pettiti          |